# Sierżant Anderson
Sierżant Anderson (ang. Police Woman, 1974–1978) – amerykański serial kryminalny stworzony przez Roberta E. Collinsa.

## Emisja
Jego światowa premiera odbyła się 13 września 1974 r. na kanale NBC. Ostatni odcinek został wyemitowany 29 marca 1978 r. W Polsce serial nadawany był dawniej na kanale TVP1.

## Obsada
- Angie Dickinson jako sierż. Suzanne „Pepper” Anderson (wszystkie odcinki)[1]
- Earl Holliman jako por. Bill Crowley (wszystkie odcinki)
- Ed Bernard jako detektyw Joe Styles (wszystkie odcinki)
- Charles Dierkop jako detektyw Pete Royster (wszystkie odcinki)
- John Crawford jako kpt. Bob Parks (12 odcinków)
- Val Bisoglio jako por. Paul Marsh (1974-1975: 3 odcinki)
- Don Barry jako kpt. Red Barnes (9 odcinków)
- C. Lindsay Workman jako dr Hodgkins (8 odcinków)
- Pepper Martin jako Joey Perry (6 odcinków)
- Billy Jackson jako Charlie Lion (6 odcinków)
- Walt Davis jako obsługa wykrywacza kłamstw (6 odcinków)
- Dane Clark jako sierż. Paul Barnett (5 odcinków)
- Frank Arno jako oficer policji #1 (5 odcinków)

W epizodach wystąpili m.in.: Robert Vaughn (2 odcinki), Joan Collins (2), Robert Loggia (2), Larry Hagman (1), William Shatner (1), Ida Lupino (1), Roddy McDowall (1), Kathleen Quinlan (1), Philip Michael Thomas (1), Sydney Chaplin (1), Bruce Boxleitner (1), Edward James Olmos (1), Pat Morita (1), Smokey Robinson (1), Ian McShane (1), William Smith (1), Brian Dennehy (1), Danny DeVito (1), Eartha Kitt (1), Debra Winger (1) i Mare Winningham (1).